# سيد حيدر
سيد حيدر (بالبنغالية: সৈয়দ হায়দার)‏ هو طبيب بنغلاديشي، ولد في 1925.